# 东方山街道
东方山街道是中华人民共和国湖北省黃石市下陆区下辖的一个街道办事处。

## 行政区划
东方山街道下辖以下村级行政区划单位：
东方山社区、占爱宇社区、张家湾社区、占本六社区、管山社区和官塘社区。